# Urozelotes rusticus
Urozelotes rusticus är en spindelart som först beskrevs av Ludwig Carl Christian Koch 1872.  Urozelotes rusticus ingår i släktet Urozelotes och familjen plattbuksspindlar. Inga underarter finns listade i Catalogue of Life.